# Аркену
Аркену — два кратера в пустыне Сахара, в юго-восточной части Ливии. Диаметры — 10,3 и 6,8 км.
Оба объекта классифицируются как кратеры двойного ударного воздействия. При этом они имеют концентрические кольцевые горные структуры, в отличие от большинства других наземных кратеров, сильно разрушенных эрозией.
В 2003 году учёные исследовали породы, которые выстилают кратеры. Среди прочего они обнаружили камни конической формы, возникшие в результате удара. Их возраст датируется 140 млн лет — именно тогда, согласно гипотезе об ударном возникновении кратеров на Землю упали два космических объекта по 500 м в диаметре.
Другая версия образования этих географических объектов основана на эрозии и вулканических процессах. Оба кратера пересекаются линейными дюнами, которые расширяются к северо-востоку и юго-западу. Их расположение поперёк кольцевых горных хребтов говорит о более молодом возрасте, по сравнению с кратерами.